# Lorenzo Vismara
Lorenzo Vismara (Saronno, 10 de agosto de 1975) es un deportista italiano que compitió en natación, especialista en el estilo libre.
Ganó siete medallas en el Campeonato Europeo de Natación entre los años 1999 y 2006, y cuatro medallas en el Campeonato Europeo de Natación en Piscina Corta, en los años 1999 y 2002.
Participó en dos Juegos Olímpicos de Verano, ocupando el cuarto lugar en Sídney 2000 (50 m libre) y el cuarto en Atenas 2004 (4 × 100 m libre).

## Palmarés internacional
| Campeonato Europeo                  | Campeonato Europeo   | Campeonato Europeo | Campeonato Europeo |
| Año                                 | Lugar                | Medalla            | Prueba             |
| ----------------------------------- | -------------------- | ------------------ | ------------------ |
| 1999                                | Estambul (Turquía)   | Medalla de plata   | 50 m libre         |
| 2000                                | Helsinki (Finlandia) | Medalla de bronce  | 50 m libre         |
| 2002                                | Berlín (Alemania)    | Medalla de plata   | 50 m libre         |
| 2002                                | Berlín (Alemania)    | Medalla de bronce  | 4 × 100 m libre    |
| 2004                                | Madrid (España)      | Medalla de oro     | 4 × 100 m libre    |
| 2004                                | Madrid (España)      | Medalla de bronce  | 50 m libre         |
| 2006                                | Budapest (Hungría)   | Medalla de oro     | 4 × 100 m libre    |
| Campeonato Europeo en Piscina Corta |                      |                    |                    |
| Año                                 | Lugar                | Medalla            | Prueba             |
| 1999                                | Lisboa (Portugal)    | Medalla de bronce  | 50 m libre         |
| 2002                                | Riesa (Alemania)     | Medalla de oro     | 100 m libre        |
| 2002                                | Riesa (Alemania)     | Medalla de plata   | 50 m libre         |
| 2002                                | Riesa (Alemania)     | Medalla de plata   | 4 × 50 m libre     |